# Velour
Velour er en tekstiltype, der er fløjlsagtig i overfladen. På den vævede bund er der kort og tætsiddende luv, der står lige op. Velour er oprindeligt fremstillet af silke, men i dag oftest af bomuld, men kan også være lavet af kunstfiber. Det anvendes som såvel møbel- som beklædningsstof. Velour fås i formerne almindeligt og meget nervøst. Velour findes både med og uden stræk.
| Tøj | Spire Denne artikel om tøj, sko eller lignende er en spire som bør udbygges. Du er velkommen til at hjælpe Wikipedia ved at udvide den. |